# 나소흑전기: 첫만남편
"나소흑전기: 첫만남편"(중국어 간체자: 罗小黑战记, 정체자: 羅小黑戰記, 병음: Luō xiǎo hēi zhàn jì)은 2019년 공개된 중국의 애니메이션 영화이다.
작은 고양이 요괴 ‘소흑’은 인간들에 의해 고향이 파괴되면서 방랑을 시작한다. 그는 자신과 같은 경험을 한 요괴들을 차례로 만나게 되는데, 그들 중 일부는 인간과 대립하려 하고, 일부는 인간과 평화롭게 공존하려는 입장을 가지고 있다. 결국 소흑은 인간과의 평화로운 공존을 선택하게 된다. 시간상 영화판은 애니메이션의 프리퀄이며, 만화 《남계진》보다 훨씬 후의 이야기이지만, 영화 속의 소흑은 애니메이션에서 등장하는 ‘나소흑’와 동일한 인물이다.

## 출시 일정

### 중국:
2018년 7월 31일, 공식적으로 "나소흑전기: 첫만남편" 영화의 홍보 포스터가 공개되었다. 2019년 7월 24일, 개봉일이 2019년 9월 12일로 확정되었다. 2019년 8월 28일, 저우션(周深)이 부른 영화 프로모션 곡 《더 이상 떠돌지 않아(不再流浪)》가 공개되었으며, 다음 날에는 저우션의 실사 영상과 영화 애니메이션 장면이 함께 제작된 뮤직비디오도 발표되었다.
그 영화 는 시사회 이후 좋은 입소문을 얻었고, 개봉일이 앞당겨져 9월 7일에 정식 개봉되었다. 개봉 3일 만에 박스오피스 1억 위안을 돌파했으며, 5일 연속 일일 박스오피스 1위를 기록하였다.
2019년 9월 23일, 배급사 화샤 영화(华夏电影)는 "나소흑전기: 첫만남편" 의 상영 연장을 발표했으며, 연장된 상영 기간은 2019년 10월 7일부터 11월 6일까지였다.

### 일본:
2019년 9월 20일, 자막판이 개봉되었다.
2020년 11월 7일, 더빙판이 개봉되었다.

### 태국:
2021년 1월 21일에 개봉되었다.

## 캐릭터 소개

#### 1. 소흑
고양이 요괴로, 영화 대부분의 시간 동안 큰 눈을 가진 검은 고양이 형태로 등장한다. 인간의 습격으로 집을 잃은 후, 인간을 적대하는 풍식과 그의 동료들을 만나지만, 이후 무한에게 붙잡혀 가게 된다. 무한과의 여정을 통해 자신의 강력한 능력을 깨닫게 되며, 점점 성장해 나간다. 인간형 모습은 검은 머리에 고양이 귀를 가진 어린아이의 모습이다.

#### 2. 무한
인간과 요괴의 균형을 유지하는 조직 "요령회관(妖灵会馆)"의 실행자로, 인간이지만 요괴와 맞설 수 있을 정도로 강한 능력을 지니고 있다. 소흑과 같은 속성을 가지고 있어 그를 가르칠 수 있으며, 소흑이 자신의 능력을 올바르게 사용할 수 있도록 돕는다. 처음에는 소흑이 반항하자 자신의 능력으로 그를 구속했지만, 나중에는 소흑과 룽유시(龙游市)를 지키기 위해 풍식의 영역에까지 뛰어든다. 결국 소흑은 무한을 자신의 스승으로 인정하게 된다.

#### 3. 풍식
목속성(木系) 요괴로, 인간에게 자신의 터전을 빼앗긴 후 인간에게 저항하려 했지만, 요령회관에 의해 저지당했다. 이에 요령회관을 적대하게 되었으며, 그들의 이념을 강하게 비판한다. 처음에는 소흑을 아껴주며 보호했지만, 이후 자신의 숨겨진 능력 "호탈(豪夺)"을 사용해 소흑의 "영역(领域)" 능력을 빼앗는다. 소흑은 영역을 잃으면 생명을 잃게 되는 특수한 체질이었으나, 풍식은 이를 고려하지 않고 자신의 목적을 위해 행동했다. 하지만 소흑이 희귀한 "이중 영질 공간(双灵质空间)"을 지니고 있어 결국 능력을 되찾고 풍식을 물리치게 된다.

#### 4. 나타
노군(老君)의 부하로, 세련된 옷차림과 약간의 오만한 태도를 지닌 인물이다. 강한 능력을 보유하고 있지만, "영역(领域)" 내부로 들어갈 수 없기 때문에 무한과 풍식의 전투에서 직접적인 도움을 주지 못했다.

## 캐스팅

### 한국어 더빙
- 손선영 - 소흑 역
- 김진홍 - 무한 역
- 정의한 - 풍식 역
- 이승행 - 낙죽 역
- 원에스더 - 모모 역

### 중국어 더빙
- 산신 - 소흑 역
- 황정계
- 학상해
- 유명월

### 일본어 더빙
- 하나자와 카나 - 소흑 역
- 미야노 마모루 - 무한 역
- 사쿠라이 타카히로 - 풍식 역
- 마츠오카 요시츠구 - 낙죽 역
- 료 세이라 - 모모 역

## 수상
- 2020년 제44회 안시 국제애니메이션 페스티벌 후보 장편콩트르샹경쟁
- 2020년 제17회 바르셀로나 빅 아시안 섬머 필름페스티벌 후보 공식경쟁, 아동영화부문
- 2021년 제47회 시애틀국제영화제 수상 Films4families 청년심사위원상 (MTJJ 목두)

## 같이 보기
- 나소흑전기